# Immeuble 65, place du Général-de-Gaulle de Carpentras
L'Immeuble 65 place du Général-de-Gaulle est un bâtiment d'habitation situé à Carpentras, dans le département de Vaucluse.

## Histoire
Cet immeuble, face à l'ancien évêché de Carpentras, de nos jours Palais de Justice, date du XVIIIe siècle. La façade, du 1er au 4e étage, est ornée d'une publicité, sur le sujet de la presse régionale, date du début du XXe siècle. 
L'Immeuble 65 place du Général-de-Gaulle est inscrite au titre des monuments historiques par arrêté du 21 février 1989.

## Bâtiment